# Ratpenat llenguallarg comú
El ratpenat llenguallarg comú (Macroglossus minimus) és una espècie de ratpenat que es troba a Brunei, les Filipines, Indonèsia, Tailàndia, Malàisia, Nova Guinea, Salomó i el nord d'Austràlia.